# Marcel Boishardy
Marcel Boishardy (* 7. Februar 1945 in Rennes; † 23. September 2011 in Palma de Mallorca) war ein französischer Radrennfahrer und Sportlicher Leiter.

## Sportliche Laufbahn
Boishardy war im Straßenradsport aktiv. Er begann mit dem Radsport im Verein „VC Rennais“. Als Amateur gewann er die Tour des Combrailles und die Tour du Roussillon 1971. In der Tour de l’Avenir 1971 wurde er 12. der Gesamtwertung, 1972 13.
1973 wurde er Berufsfahrer im Radsportteam De Kova–Lejeune und blieb bis 1977 als Radprofi aktiv. 1973 wurde er 44. in der Tour de France. In der Vuelta a España 1974 schied er aus. In der Tour de Suisse 1974 wurde er 51., 1976 kam er auf den 13. und 1977 auf den 14. Rang.
Auf der Bahn wurde er 1977 beim Sieg von Alain Dupontreue Dritter der nationalen Meisterschaft im Steherrennen.

## Berufliches
Nach seiner aktiven Karriere war er Sportlicher Leiter in den Radsportteams Renault, Puch-Wolber und Système U.